# Friedrich Hasenöhrl
Friedrich Hasenöhrl (Bécs, 1874. november 30. – Folgaria, 1915. október 7.) osztrák elméleti fizikus.

## Élete
Apja Victor Hasenöhrl ügyvéd, anyja pedig Gabriele Freiin von Pidoll zu Quintenbach bárónő. Tanulmányait 1884-ben kezdte meg a bécsi Theresianum-ban, amit 1892-ben végzett el kitűnő eredménnyel. Ezt követően a tanulmányi pályáját a Bécsi Egyetemen folytatta Josef Stefan és Ludwig Boltzmann hallgatójaként, majd diplomamunkáját Franz Serafin Exner témavezetésével írta meg, címe „A folyadékok dielektromos állandójának hőmérsékleti együtthatójáról és a Mosotti-Clausius képletről” (németül: Über den Temperaturkoeffizienten der Dielektrizitätskonstante in Flüssigkeiten und die Mosotti-Clausius'sche Formel). 1897-ben szerezte meg doktori fokozatát, majd ezután egy évig Leidenben Kamerlingh Onnes holland fizikus mellett volt tanulmányúton, ahol találkozott Hendrik Lorentzel is. 1899 novemberében kiadta tézisét „Über ein Problem der Potentialtheorie” címmel, majd ugyanezen év decemberben „Die Anwendbarkeit der nach Kreis-, Kugel- und anderen Funktionen fortschreitenden Entwicklungen auf Probleme der mathematischen Physik” című előadásával megszerzi a tanítási engedélyt (venia legendi). 1900-tól a Bécsi Egyetem filozófiai karán tanított. 1904-ben publikálta cikkét „Zur Theorie der Strahlung in bewegten Körpern” címmel, amiért Boltzmann professzor javaslatára 1905-ben megkapta a bécsi Császári Tudományos Akadémia Haitinger-díját. 1907-ben Boltzmann utódja lett a Bécsi Egyetemen, mint az elméleti fizika intézet vezetője.
1914-ben az I. világháború kitörésekor önként jelentkezett katonai szolgálatra. Harcolt az olaszok ellen Tirolban, ahol megsebesült ezért rövid ideig Salzburgban lábadozott. Felépülését követően visszatért a frontra, ahol egy gránát halálos sérülést okozott neki, 1915. október 9-én Folgaria közelében életét vesztette.

## Tudományos munkái
Az elektromágneses sugárzáshoz rendelhető tömeg problematikája foglalkoztatta.

### Üregsugárzás
1881-et követően, J. J. Thomson után számos fizikus, köztük Wilhelm Wien (1900), Max Abraham (1902) és Hendrik Lorentz (1904) használta a következő összefüggést az úgynevezett "elektromágneses tömegre", amely azt fejezi ki, hogy az elektromágneses energia mennyiben járul hozzá a testek tömegéhez.
{\displaystyle {\displaystyle m_{em}={\frac {4}{3}}\cdot {\frac {E_{em}}{c^{2}}}}}
Henri Poincaré (1900) pedig implicit módon az {\displaystyle m=E/c^{2}} kifejezést használta.
Ezt a gondolatmenetet követve Hasenöhrl számos dolgozatot publikált a sugárzást tartalmazó üreg tehetetlenségéről. Ezek teljesen klasszikus levezetések voltak (nem használt speciális relativitáselméletet), amelyekben Maxwell egyenletét használta a fénynyomásra. 1904-ben publikált értekezésében felírt összefüggésében kifejezetten a „látszólagos” tehetetlenségi tömeget társította az energiafogalommal:
{\displaystyle \mu ={\frac {8}{3}}{\frac {E_{0}}{{\mathfrak {B}}^{2}}}},
ahol {\displaystyle \mu } a látszólagos tömeg, {\displaystyle E_{0}} a sugárzási energia és {\displaystyle {\mathfrak {B}}} a fénysebesség.
A munkájának következő kiadásában már így írta fel az egyenletet:
{\displaystyle m={\frac {8}{3}}\cdot {\frac {h\,\varepsilon _{0}}{c^{2}}}},
ahol {\displaystyle \varepsilon _{0}} a sugárzási energia. Ezzel együtt pedig azt is megállapította, hogy ez az eredmény minden sugárzó testre érvényes, azaz minden olyan testre, amelynek hőmérséklete {\displaystyle >0^{\circ }K}.
Max Abraham felhívta Hasenöhrl figyelmét, hogy a látszólagos tömegre vonatkozó számítása helytelen, ezért 1905-ben a helyreigazításában a következő összefüggést írta fel:
{\displaystyle m={\frac {4}{3}}\cdot {\frac {h\,\varepsilon _{0}}{c^{2}}}}